# Aceite de manteca de cerdo
El aceite de manteca de cerdo se extrae del cerdo.

## Características
Es un aceite amarillento o incoloro, de aroma característico y sabor dulce; funde a -2 °C; soluble en disulfuro de carbono, éter, benceno y cloroformo; sus principales componentes son oleína y glicéridos de ácidos grasos sólidos; se emplea como lubricante, aceite de lana y como fuente luminosa, así como en la fabricación de jabón.